# Isotopes du dysprosium
Le dysprosium (Dy, numéro atomique 66) possède 36 isotopes, dont sept stables qui constituent le dysprosium naturel. 164Dy est l'isotope le plus abondant (abondance de 28,2 %). 29 radioisotopes ont été caractérisés, dont le plus stable est 154Dy avec une demi-vie de 3 millions d'années. 12 isomères nucléaires ont été découverts, dont le plus stable est 165mDy (demi-vie de 1,26 minutes).
Le mode de désintégration majoritaire est la capture électronique pour les isotopes plus légers que 164Dy, avec des isotopes du terbium pour isotopes fils, et la désintégration β pour les isotopes plus lourd que 164Dy, avec des isotopes de l'holmium pour isotopes fils.
Masse atomique standard : 162,500(1).

## Isotopes notables

### Isotopes stables
Quatre des sept isotopes stables forment à eux seuls plus de 97 % du dysprosium naturel : 161Dy, 162Dy, 163Dy et 164Dy. Ces deux derniers sont par ailleurs les seuls pour lesquels la théorie ne prévoit aucune radioactivité, les cinq autres isotopes naturels sont tous soupçonnés de se désintégrer avec une très grande demi-vie.
| Isotope | Abondance (pourcentage molaire) |
| ------- | ------------------------------- |
| 156Dy   | 0,056 (3) %                     |
| 158Dy   | 0,0950(3) %                     |
| 160Dy   | 2,329 (18) %                    |
| 161Dy   | 18,889 (42) %                   |
| 162Dy   | 25,475 (36) %                   |
| 163Dy   | 24,896 (42) %                   |
| 164Dy   | 28,260 (54) %                   |

### Isotopes radioactifs
Le dysprosium 154 est l'isotope radioactif de plus longue demi-vie (1,40 Ma) ; c'est une radioactivité éteinte. Ensuite vient 159Dy (144,44 j). Tous les autres isotopes ont une demi-vie inférieure à 24 h.
Le dysprosium 154 étant maintenant absent dans la nature, il est produit artificiellement par bombardement de cibles de 154Gd par des particules alpha à 48 MeV.

## Tableau des isotopes
| Symbole du nucléide | Z(p)                 | N(n)                 | masse isotopique (u), | demi-vie,      | mode(s) de désintégration, | isotope(s) fils | spin nucléaire |
| Symbole du nucléide | énergie d'excitation | énergie d'excitation | énergie d'excitation  | demi-vie,      | mode(s) de désintégration, | isotope(s) fils | spin nucléaire |
| ------------------- | -------------------- | -------------------- | --------------------- | -------------- | -------------------------- | --------------- | -------------- |
| 138Dy               | 66                   | 72                   | 137,96249(64)#        | 200# ms        |                            |                 | 0+             |
| 139Dy               | 66                   | 73                   | 138,95954(54)#        | 600(200) ms    |                            |                 | 7/2+#          |
| 140Dy               | 66                   | 74                   | 139,95401(54)#        | 700# ms        | β+                         | 140Tb           | 0+             |
| 140mDy              | 2166,1(5) keV        | 2166,1(5) keV        | 2166,1(5) keV         | 7,0(5) µs      |                            |                 | (8−)           |
| 141Dy               | 66                   | 75                   | 140,95135(32)#        | 0,9(2) s       | β+                         | 141Tb           | (9/2−)         |
| 141Dy               | 66                   | 75                   | 140,95135(32)#        | 0,9(2) s       | β+, p (rare)               | 140Gd           | (9/2−)         |
| 142Dy               | 66                   | 76                   | 141,94637(39)#        | 2,3(3) s       | β+ (99,94 %)               | 142Tb           | 0+             |
| 142Dy               | 66                   | 76                   | 141,94637(39)#        | 2,3(3) s       | β+, p (0,06 %)             | 141Gd           | 0+             |
| 143Dy               | 66                   | 77                   | 142,94383(21)#        | 5,6(10) s      | β+                         | 143Tb           | (1/2+)         |
| 143Dy               | 66                   | 77                   | 142,94383(21)#        | 5,6(10) s      | β+, p (rare)               | 142Gd           | (1/2+)         |
| 143mDy              | 310,7(6) keV         | 310,7(6) keV         | 310,7(6) keV          | 3,0(3) s       |                            |                 | (11/2−)        |
| 144Dy               | 66                   | 78                   | 143,93925(3)          | 9,1(4) s       | β+                         | 144Tb           | 0+             |
| 144Dy               | 66                   | 78                   | 143,93925(3)          | 9,1(4) s       | β+, p (rare)               | 143Gd           | 0+             |
| 145Dy               | 66                   | 79                   | 144,93743(5)          | 9,5(10) s      | β+                         | 145Tb           | (1/2+)         |
| 145Dy               | 66                   | 79                   | 144,93743(5)          | 9,5(10) s      | β+, p (rare)               | 144Gd           | (1/2+)         |
| 145mDy              | 118,2(2) keV         | 118,2(2) keV         | 118,2(2) keV          | 14,1(7) s      | β+                         | 145Tb           | (11/2−)        |
| 146Dy               | 66                   | 80                   | 145,932845(29)        | 33,2(7) s      | β+                         | 146Tb           | 0+             |
| 146mDy              | 2935,7(6) keV        | 2935,7(6) keV        | 2935,7(6) keV         | 150(20) ms     | TI                         | 146Dy           | (10+)#         |
| 147Dy               | 66                   | 81                   | 146,931092(21)        | 40(10) s       | β+ (99,95 %)               | 147Tb           | 1/2+           |
| 147Dy               | 66                   | 81                   | 146,931092(21)        | 40(10) s       | β+, p (0,05 %)             | 146Tb           | 1/2+           |
| 147m1Dy             | 750,5(4) keV         | 750,5(4) keV         | 750,5(4) keV          | 55(1) s        | β+ (65 %)                  | 147Tb           | 11/2−          |
| 147m1Dy             | 750,5(4) keV         | 750,5(4) keV         | 750,5(4) keV          | 55(1) s        | TI (35 %)                  | 147Dy           | 11/2−          |
| 147m2Dy             | 3407,2(8) keV        | 3407,2(8) keV        | 3407,2(8) keV         | 0,40(1) µs     |                            |                 | (27/2−)        |
| 148Dy               | 66                   | 82                   | 147,927150(11)        | 3,3(2) min     | β+                         | 148Tb           | 0+             |
| 149Dy               | 66                   | 83                   | 148,927305(9)         | 4,20(14) min   | β+                         | 149Tb           | 7/2(−)         |
| 149mDy              | 2661,1(4) keV        | 2661,1(4) keV        | 2661,1(4) keV         | 490(15) ms     | TI (99,3 %)                | 149Dy           | (27/2−)        |
| 149mDy              | 2661,1(4) keV        | 2661,1(4) keV        | 2661,1(4) keV         | 490(15) ms     | β+ (0,7 %)                 | 149Tb           | (27/2−)        |
| 150Dy               | 66                   | 84                   | 149,925585(5)         | 7,17(5) min    | β+ (64 %)                  | 150Tb           | 0+             |
| 150Dy               | 66                   | 84                   | 149,925585(5)         | 7,17(5) min    | α (36 %)                   | 146Gd           | 0+             |
| 151Dy               | 66                   | 85                   | 150,926185(4)         | 17,9(3) min    | β+ (94,4 %)                | 151Tb           | 7/2(−)         |
| 151Dy               | 66                   | 85                   | 150,926185(4)         | 17,9(3) min    | α (5,6 %)                  | 147Gd           | 7/2(−)         |
| 152Dy               | 66                   | 86                   | 151,924718(6)         | 2,38(2) h      | CE (99,9 %)                | 152Tb           | 0+             |
| 152Dy               | 66                   | 86                   | 151,924718(6)         | 2,38(2) h      | α (0,1 %)                  | 148Gd           | 0+             |
| 153Dy               | 66                   | 87                   | 152,925765(5)         | 6,4(1) h       | β+ (99,99 %)               | 153Tb           | 7/2(−)         |
| 153Dy               | 66                   | 87                   | 152,925765(5)         | 6,4(1) h       | α (0,00939 %)              | 149Gd           | 7/2(−)         |
| 154Dy               | 66                   | 88                   | 153,924424(8)         | 1,40(8)×106 a  | α                          | 150Gd           | 0+             |
| 155Dy               | 66                   | 89                   | 154,925754(13)        | 9,9(2) h       | β+                         | 155Tb           | 3/2−           |
| 155mDy              | 234,33(3) keV        | 234,33(3) keV        | 234,33(3) keV         | 6(1) µs        |                            |                 | 11/2−          |
| 156Dy               | 66                   | 90                   | 155,924283(7)         | observé stable | observé stable             | observé stable  | 0+             |
| 157Dy               | 66                   | 91                   | 156,925466(7)         | 8,14(4) h      | β+                         | 157Tb           | 3/2−           |
| 157m1Dy             | 161,99(3) keV        | 161,99(3) keV        | 161,99(3) keV         | 1,3(2) µs      |                            |                 | 9/2+           |
| 157m2Dy             | 199,38(7) keV        | 199,38(7) keV        | 199,38(7) keV         | 21,6(16) ms    | TI                         | 157Dy           | 11/2−          |
| 158Dy               | 66                   | 92                   | 157,924409(4)         | observé stable | observé stable             | observé stable  | 0+             |
| 159Dy               | 66                   | 93                   | 158,9257392(29)       | 144,4(2) j     | CE                         | 159Tb           | 3/2−           |
| 159mDy              | 352,77(14) keV       | 352,77(14) keV       | 352,77(14) keV        | 122(3) µs      |                            |                 | 11/2−          |
| 160Dy               | 66                   | 94                   | 159,9251975(27)       | observé stable | observé stable             | observé stable  | 0+             |
| 161Dy               | 66                   | 95                   | 160,9269334(27)       | observé stable | observé stable             | observé stable  | 5/2+           |
| 162Dy               | 66                   | 96                   | 161,9267984(27)       | observé stable | observé stable             | observé stable  | 0+             |
| 163Dy               | 66                   | 97                   | 162,9287312(27)       | stable,        | stable,                    | stable,         | 5/2−           |
| 164Dy               | 66                   | 98                   | 163,9291748(27)       | stable         | stable                     | stable          | 0+             |
| 165Dy               | 66                   | 99                   | 164,9317033(27)       | 2,334(1) h     | β−                         | 165Ho           | 7/2+           |
| 165mDy              | 108,160(3) keV       | 108,160(3) keV       | 108,160(3) keV        | 1,257(6) min   | TI (97,76 %)               | 165Dy           | 1/2−           |
| 165mDy              | 108,160(3) keV       | 108,160(3) keV       | 108,160(3) keV        | 1,257(6) min   | β− (2,24 %)                | 165Ho           | 1/2−           |
| 166Dy               | 66                   | 100                  | 165,9328067(28)       | 81,6(1) h      | β−                         | 166Ho           | 0+             |
| 167Dy               | 66                   | 101                  | 166,93566(6)          | 6,20(8) min    | β−                         | 167Ho           | (1/2−)         |
| 168Dy               | 66                   | 102                  | 167,93713(15)         | 8,7(3) min     | β−                         | 168Ho           | 0+             |
| 169Dy               | 66                   | 103                  | 168,94031(32)         | 39(8) s        | β−                         | 169Ho           | (5/2−)         |
| 170Dy               | 66                   | 104                  | 169,94239(21)#        | 30# s          | β−                         | 170Ho           | 0+             |
| 171Dy               | 66                   | 105                  | 170,94620(32)#        | 6# s           | β−                         | 171Ho           | 7/2−#          |
| 172Dy               | 66                   | 106                  | 171,94876(43)#        | 3# s           | β−                         | 172Ho           | 0+             |
| 173Dy               | 66                   | 107                  | 172,95300(54)#        | 2# s           | β−                         | 173Ho           | 9/2+#          |

1. 1 2 3  Les valeurs marquées # ne sont pas purement dérivées des données expérimentales, mais aussi au moins en partie à partir des tendances systématiques. Les spins avec des arguments d'affectation faibles sont entre parenthèses.
2. 1 2  Les incertitudes sont données de façon concise entre parenthèses après la décimale correspondante. Les valeurs d'incertitude dénotent un écart type, à l'exception de la composition isotopique et de la masse atomique standard de l'IUPAC qui utilisent des incertitudes élargies.
3. ↑  Abréviations : CE = capture électronique, TI = transition isomérique.
4. ↑  En gras pour les isotopes stables, en gras et italique pour les isotopes quasi stables (demi-vie supérieure à l'âge de l'univers)
5. ↑  Théoriquement capable aussi de double désintégration β+β+ pour donner 154Gd
6. ↑  On soupçonne qu'il se désintègre par radioactivité α en 152Gd ou par β+β+ en 156Gd avec une demi-vie supérieure à 1018 ans.
7. ↑  Soupçonne d'une radioactivité α vers 154Gd ou β+β+ vers 158Gd
8. ↑  Soupçonné d'une radioactivité α vers 156Gd
9. ↑  On soupçonne qu'il subit une désintégration α vers 157Gd
10. ↑  On soupçonne qu'il subit une désintégration α vers 158Gd
11. 1 2  Théoriquement capable de fission spontanée.
12. ↑  Peut subir une désintégration β liée vers 163Ho avec une demi-vie de 47 jours lorsqu'il est entièrement ionisé.